# Championnat de Roumanie de rugby à XV 2021
Navigation
SuperLiga 2019-2020 Liga Națională de Rugby 2022
Le championnat de Roumanie de rugby à XV 2021 ou SuperLiga 2021 est 106e édition de la compétition qui se déroule du 24 avril 2021 au 16 octobre 2021. Elle oppose les six meilleures équipes de Roumanie.	

## Liste des équipes en compétition
| CSM Baia Mare Dinamo Bucarest Steaua Bucarest Timișoara Saracens CSU Cluj-Napoca Tomitanii Constanța |

| Équipe                  | Entraineur(s) | Stade                       | Capacité | Ville       |
| ----------------------- | ------------- | --------------------------- | -------- | ----------- |
| CSM Baia Mare           |               | Arena Zimbrilor             | 1 483    | Baia Mare   |
| Dinamo București        |               | Stadionul Florea Dumitrache | 1 500    | Bucarest    |
| Steaua București        |               | Stadionul Rugby Ghencea     | 2 000    | Bucarest    |
| Timișoara Saracens      |               | Stade Gheorghe Rășcanu      | 1 000    | Timișoara   |
| CS Universitatea Cluj   |               | Stadionul Iuliu Hatieganu   | 500      | Cluj-Napoca |
| ACS Tomitanii Constanța |               | Stadionul Mihail Naca       | 8 000    | Constanța   |

## Résumé des résultats

### Classement de la phase régulière
| Rang | Club                      | J  | V | N | D  | Pm  | Pe  | Diff | Pts |
| ---- | ------------------------- | -- | - | - | -- | --- | --- | ---- | --- |
| 1    | CSA Steaua București      | 10 | 8 | 1 | 1  | 427 | 160 | +267 | 41  |
| 2    | CSM Stiinta Baia Mare (T) | 10 | 8 | 0 | 2  | 379 | 196 | +183 | 39  |
| 3    | CS Dinamo București       | 10 | 6 | 0 | 4  | 392 | 251 | +141 | 31  |
| 4    | CS SCM Timisoara          | 10 | 5 | 1 | 4  | 289 | 196 | +93  | 28  |
| 5    | CS Universitatea Cluj     | 10 | 2 | 0 | 8  | 199 | 446 | -247 | 9   |
| 6    | ACS Tomitanii Constanța   | 10 | 0 | 0 | 10 | 154 | 591 | -437 | 1   |

|  | Qualifié pour les demi-finales (no 1, no 2).        |
|  | Qualifié pour les barrages, no 3, no 4, no 5, no 6. |
|  | T : tenant du titre 2020                            |

## Résultats détaillés

### Phase régulière
L'équipe qui reçoit est indiquée dans la colonne de gauche.				
| Clubs                        | BAI   | CLU   | CON    | DIN   | STE   | TIM   |
| ---------------------------- | ----- | ----- | ------ | ----- | ----- | ----- |
| CSM Baia Mare                |       | 36-18 | 55-12  | 46-27 | 23-18 | 29-24 |
| CS Universitatea Cluj-Napoca | 14-46 |       | 45-27  | 30-52 | 10-82 | 10-33 |
| ACS Tomitanii Constanța      | 17-80 | 21-28 |        | 14-71 | 6-46  | 12-82 |
| CS Dinamo Bucuresti          | 20-22 | 35-20 | 78-19  |       | 14-27 | 31-28 |
| Steaua Bucuresti             | 18-17 | 55-5  | 101-26 | 38-36 |       | 29-10 |
| SCM Timisoara                | 28-25 | 59-19 | P.F.   | 7-28  | 13-13 |       |

|  | Victoire à domicile |  | Match nul |  | Défaite à domicile |

## Phase finale

### Tableau
|  | Quarts-de-finale 2 octobre 2021 | Quarts-de-finale 2 octobre 2021 |                         |                        | Demi-finales 8 octobre 2021 | Demi-finales 8 octobre 2021 |  |  | Finale 16 octobre 2021 | Finale 16 octobre 2021 |
|  | Quarts-de-finale 2 octobre 2021 | Quarts-de-finale 2 octobre 2021 |                         |                        | Demi-finales 8 octobre 2021 | Demi-finales 8 octobre 2021 |  |  | Finale 16 octobre 2021 | Finale 16 octobre 2021 |
|  |                                 |                                 |                         |                        |                             |                             |  |  |                        |                        |
|  |                                 |                                 |                         |                        |                             |                             |  |  |                        |                        |
|  |                                 |                                 |                         |                        |                             |                             |  |  |                        |                        |
|  | Steaua București                | 22                              |                         |                        |                             |                             |  |  |                        |                        |
|  | Steaua București                | 22                              | Dinamo București        | 63                     |                             |                             |  |  |                        |                        |
|  | Timișoara Saracens              | 18                              | Dinamo București        | 63                     |                             |                             |  |  |                        |                        |
|  | Timișoara Saracens              | 18                              | ACS Tomitanii Constanța | 17                     |                             |                             |  |  |                        |                        |
|  |                                 |                                 | ACS Tomitanii Constanța | 17                     | Steaua București            | 3                           |  |  |                        |                        |
|  |                                 |                                 |                         |                        | Steaua București            | 3                           |  |  |                        |                        |
|  |                                 | CSM Baia Mare                   | 11                      |                        |                             |                             |  |  |                        |                        |
|  | Timișoara Saracens              | CSM Baia Mare                   | 11                      | 66                     |                             |                             |  |  |                        |                        |
|  | Timișoara Saracens              | CSM Baia Mare                   | 32                      | 66                     |                             |                             |  |  |                        |                        |
|  | CS Universitatea Cluj           | CSM Baia Mare                   | 32                      | 0                      |                             |                             |  |  |                        |                        |
|  | CS Universitatea Cluj           | Dinamo București                | 15                      | 0                      |                             |                             |  |  |                        |                        |
|  |                                 | Dinamo București                | 15                      | Match pour la 3e place |                             |                             |  |  |                        |                        |
|  | Match pour la 5e place          |                                 |                         |                        |                             |                             |  |  |                        |                        |
|  |                                 |                                 |                         |                        |                             |                             |  |  |                        |                        |
|  |                                 |                                 |                         |                        |                             |                             |  |  |                        |                        |
|  | CS Universitatea Cluj           | 36                              | Timișoara Saracens      | 11                     |                             |                             |  |  |                        |                        |
|  | CS Universitatea Cluj           | 36                              | Timișoara Saracens      | 11                     |                             |                             |  |  |                        |                        |
|  | ACS Tomitanii Constanța         | 24                              | Dinamo București        | 16                     |                             |                             |  |  |                        |                        |
|  | ACS Tomitanii Constanța         | 24                              | Dinamo București        | 16                     |                             |                             |  |  |                        |                        |

### Résultats détaillés

#### Finale
| Samedi 16 octobre 2021 17h30 | Steaua București                                          | 3-11 (3-11) | CSM Baia Mare                                                                                | Stade Arcul de Triumf, Bucarest |
| Samedi 16 octobre 2021 17h30 | Pénalité(s) : Rawaqa 1 (10e) Carton(s) rouge(s) : Savin 1 |             | Essai(s) : Kisting 1 Pénalité(s) : Kisting 2 Carton(s) jaune(s) : Dardzulidze 1, Bucur (67e) | Stade Arcul de Triumf, Bucarest |
| Samedi 16 octobre 2021 17h30 |                                                           |             |                                                                                              | Stade Arcul de Triumf, Bucarest |

| Titulaires Hinckley Vaovasa 15 Ngoni Chibuwe 29 Vlăduț Popa 13 Fonovai Tangimana 12 Ionut Dumitru 11 Taniela Rawaqa 10 Florin Surugiu 33 Eseria Vueti 8 Damian Strătilă 7 Kuselo Moyake 6 Bogdan Doroftei 5 Matthew Tweddle 4 Vlad Bădălicescu 3 Tudor Butnariu 2 Alexandru Savin 1 Remplaçants Ionuț Pîrvu 17 Florin Bărdașu 2 Vasile Balan 18 Cristi Boboc 20 Sorin Pândichi 22 Daniel Plai 28 Tudor Boldor 23 Robert Neagu 25 |  | Titulaires · 15 Paul Popoaia · 14 Alexandru Bucur · 13 Jason Tomane · 12 David Feliuai · 11 Taliauli Sikuea · 10 Helarius Kisting · 9 Vlad Bocăneț · 8 Alexander Kalmakhelidze · 7 Alexandru Alexe · 6 Florian Roșu · 5 Ștefan Iancu · 4 Mate Dardzulidze · 3 Revazi Dardzulidze · 2 Ovidiu Cojocaru · 1 Constantin Pristăviță · Remplaçants · 16 Alexandru Oancea · 17 Mihai Dico · 18 Omar Baliashvili · 19 Silviu Grădinaru · 20 Adrian Apostol · 21 Valentino Tofa · 22 Mihai Lămboiu · 23 Sione Fakaosilea · |